# Zélia Gattai
Zélia Gattai Amado de Faria (São Paulo, 2 de julho de 1916 – Salvador, 17 de maio de 2008) foi uma escritora, fotógrafa e memorialista (como ela mesma preferia denominar-se) brasileira, tendo também sido expoente da militância política nacional durante quase toda a sua longa vida, da qual partilhou cinquenta e seis anos casada com o também escritor Jorge Amado, até a morte deste.

## Biografia

### Início de vida
Filha dos imigrantes italianos Ernesto Gattai e Angela Maria Da Col é a caçula de cinco irmãos. Nasceu e morou durante toda a infância na Alameda Santos, 8, Consolação, em São Paulo.
Zélia participava, com a família, do movimento político-operário anarquista que tinha lugar entre os imigrantes italianos, espanhóis, portugueses, no início do século XX.

### Carreira
Aos 63 anos de idade, começou a escrever suas memórias. O livro de estreia, Anarquistas, Graças a Deus, ao completar vinte anos da primeira edição, já contava mais de duzentos mil exemplares vendidos no Brasil. Sua obra é composta de nove livros de memórias, três livros infantis, uma fotobiografia e um romance. Alguns de seus livros foram traduzidos para o francês, o italiano, o espanhol, o alemão e o russo.
Anarquistas, graças a Deus foi adaptado para minissérie pela Rede Globo e Um Chapéu para Viagem foi adaptado para o teatro.

## Vida pessoal

### Relacionamentos

#### Aldo Veiga
Aos vinte anos, casou-se com Aldo Veiga. Deste casamento, que durou oito anos, teve um filho, Luís Carlos, nascido na cidade de São Paulo, em 12 de agosto de 1942.

#### Jorge Amado
Leitora entusiasta de Jorge Amado, Zélia Gattai o conheceu em 1945, quando trabalharam juntos no movimento pela anistia dos presos políticos. A união do casal deu-se poucos meses depois. A partir de então, Zélia Gattai trabalhou ao lado do marido, passando a limpo, à máquina, seus originais e o auxiliando no processo de revisão.
Em 1946, com a eleição de Jorge Amado para a Câmara Federal, o casal mudou-se para o Rio de Janeiro, onde nasceu o filho João Jorge, em 25 de novembro de 1947. Um ano depois, com o Partido Comunista declarado ilegal, Jorge Amado perdeu o mandato, e a família teve que se exilar.
Viveram em Paris por três anos, período em que Zélia Gattai fez os cursos de civilização francesa, fonética e língua francesa na Sorbonne. De 1950 a 1952, a família viveu em Praga, Checoslováquia, onde, em 19 de agosto de 1951, nasceu a filha Paloma. Foi neste tempo de exílio que Zélia Gattai começou a fazer fotografias, tornando-se responsável pelo registro, em imagens, de cada um dos momentos importantes da vida do escritor baiano.
Em 1963, mudou-se com a família para uma casa no Rio Vermelho, em Salvador, na Bahia, onde tinha um laboratório e se dedicava à fotografia, tendo lançado a fotobiografia de Jorge Amado intitulada Reportagem incompleta.

## Prêmios e homenagens
Baiana por merecimento, Zélia Gattai recebeu em 1984 o título de Cidadã Honorária da Cidade de Salvador.
Na França, recebeu o título de Cidadã de Honra da comuna de Mirabeau (1985) e o grau de Comendadora da Ordem das Artes e das Letras, do Governo Francês (1998). Recebeu ainda, no grau de Comendadora, a Ordem do Mérito da Bahia (1994) e o grau de Grande-Oficial da Ordem do Infante D. Henrique de Portugal a 14 de Julho de 1986.
A prefeitura de Taperoá, no estado da Bahia, homenageou Zélia Gattai dando o nome da escritora à sua Fundação de Cultura e Turismo, em 2001.
Em 2001 foi eleita para a Academia Brasileira de Letras, para a cadeira 23, anteriormente ocupada por Jorge Amado, que teve Machado de Assis como primeiro ocupante e José de Alencar como patrono. No mesmo ano, foi eleita para a Academia de Letras da Bahia e para a Academia Ilheense de Letras. Em 2002, tomou posse nas três. É mãe de Luís Carlos, Paloma e João Jorge. É amiga de personalidades e gente simples. No lançamento do livro 'Jorge Amado: um baiano romântico e sensual, em 2002, em uma livraria de Salvador, estavam pessoas como Antônio Carlos Magalhães, Sossó, Calasans Neto, Auta Rosa, Bruna Lima, Antonio Imbassahy e James Amado, entre outros.
Ao lançar seu primeiro livro, Anarquistas graças a Deus, Zélia Gattai recebeu o Prêmio Paulista de Revelação Literária de 1979. No ano seguinte, recebeu o Prêmio da Associação de Imprensa, o Prêmio McKeen e o Troféu Dante Alighieri. A Secretaria de Educação do Estado da Bahia concedeu-lhe a Medalha Castro Alves, em 1987. Em 1988, recebeu o Troféu Avon, como destaque da área cultural e o Prêmio Destaque do Ano de 1988, pelo livro Jardim de inverno. O livro de memórias Chão de meninos recebeu o Prêmio Alejandro José Cabassa, da União Brasileira de Escritores, em 1994.

## Obras
Lista de publicações por data:
- Anarquistas Graças a Deus, 1979 (memórias).
- Um Chapéu Para Viagem, 1982 (memórias).
- Pássaros Noturnos do Abaeté, 1983.
- Senhora Dona do Baile, 1984 (memórias).
- Reportagem Incompleta, 1987 (memórias).
- Jardim de Inverno, 1988 (memórias).
- Pipistrelo das Mil Cores, 1989 (literatura infantil).
- O Segredo da Rua 18, 1991 (literatura infantil).
- Chão de Meninos, 1992 (memórias).
- Crônica de Uma Namorada, 1995 (romance).
- A Casa do Rio Vermelho, 1999 (memórias).
- Cittá di Roma, 2000 (memórias).
- Jonas e a Sereia, 2000 (literatura infantil).
- Códigos de Família, 2001.
- Um Baiano Romântico e Sensual, 2002.
- Memorial do Amor, 2004.
- Vacina de Sapo e outras Lembranças, 2006.